# آن‌ویک (آلاسکا)
آن‌ویک (به انگلیسی: Anvik) شهری در ناحیه سرشماری یوکان-کویوکوک، آلاسکا ایالت آلاسکا است که جمعیت آن در سرشماری سال ۲۰۰۰ میلادی ۱۰۴ نفر بوده‌است.